# Sericogaster fasciata
Sericogaster fasciata là một loài ong trong họ Colletidae. Loài này được Westwood miêu tả khoa học đầu tiên năm 1835.